# Wilhelm Saure
Wilhelm Saure (* 25. September 1899 in Rattlar; † 18. April 1951 in Frankfurt am Main) war ein deutscher Jurist und Politiker (NSDAP, FDP), SS-Führer und nach dem Krieg Abgeordneter des Hessischen Landtags.

## Leben
Wilhelm Saure, Sohn eines Landwirts, besuchte die Volksschulen in Rattlar sowie Rhena und legte am Gymnasium in Korbach das Abitur ab. 1913/14 war Saure Mitglied im Wandervogel. Von 1915 bis 1918 leistete er Kriegsdienst im deutschen Heer. Von 1919 bis 1921 besuchte er das Lehrerseminar Frankenberg und arbeitete von 1921 bis 1925 als Lehrer in Waldeck. Von 1926 bis 1930 studierte er Rechts- und Staatswissenschaften an den Universitäten Berlin, Paris, Genf und Göttingen. Er schloss das Studium mit der ersten und zweiten Staatsprüfung sowie der Promotion zum Dr. Jur. ab. Danach war er mehrere Jahre im Justiz-, Verwaltungs- und Hochschuldienst tätig.
Saure gehörte von 1919 bis 1926 dem Jungdeutschen Orden an und betätigte sich auch im Bund Wiking. Er beteiligte sich 1921 am Aufstand in Oberschlesien. Saure trat 1933 der NSDAP (Mitgliedsnummer 2.597.472) und SS (SS-Nr. 260.752) bei. In der SS erreichte er im April 1940 den Rang eines SS-Oberführers. Von 1934 bis 1944 war Saure im Rasse- bzw. Siedlungsamt des RuSHA ehrenamtlich als SS-Führer tätig. Als Leiter der Rechtsabteilung war Saure ab 1933 im Stabsamt des Reichsbauernführers beschäftigt. Im Reichsministerium für Ernährung und Landwirtschaft war er seit 1933 Referent für Erbhofrecht (vgl. Reichserbhofgesetz). 1934 wurde er zum Ministerialrat ernannt (1935 beim Reichs- und Preußischen Ministerium für Ernährung und Landwirtschaft), später stieg er zum Ministerialdirektor (beim Reichsernährungsministerium) auf. Saure saß zudem dem Ausschuss für Erbhofrecht bei der Akademie für Deutsches Recht vor und war Senatspräsident am Reichserbhofgericht.
Im Februar 1937 wurde gegen Saure ein Ehrenverfahren beim Deutschen Reichsbauernrat eingeleitet. Ihm wurde vorgeworfen, unter Ausnutzung seiner Stelle im Ministerium seinem Bruder zu einer bevorzugten Zuweisung einer Siedlerstelle verholfen zu haben. Das Verfahren wurde zunächst auf Anordnung Hermann Görings bis 15. Juni 1938 ausgesetzt und Saure schließlich am 15. Juli 1938 in dieser Sache eine Amnestie gestattet.
Von 1938 bis 1940 war Saure ohne Habilitation ordentlicher Professor für Bürgerliches Recht, Agrar- und Wirtschaftsrecht an der Universität Göttingen. In diesem Zeitraum war er für die Akademie der Wissenschaften des NS-Dozentenbundes in Göttingen tätig. Im Januar 1940 wurde Saure zum ordentlichen Professor für Agrarrecht an der Deutschen Karls-Universität Prag ernannt. Er wurde Leiter der Hochschularbeitsgemeinschaft für Raumforschung in Prag. Von 1940 bis 1942 war er Rektor dieser Universität. Nach einem Konflikt mit Reinhard Heydrich wurde Saure 1942 von diesem Posten entbunden. Danach war Saure von Juni bis Oktober 1942 bei der SS-Division „Das Reich“ der Waffen-SS eingesetzt. Seit November 1942 war Saure Gastprofessor an der Comenius-Universität Bratislava. In Bratislava leitete er von 1943 bis 1945 das Deutsche Wissenschaftliche Institut Preßburg. 1944 war Saure auch im SS-Wirtschafts- und Verwaltungshauptamt beschäftigt.
Wilhelm Saure war für die FDP vom 1. Dezember 1950 bis zum 18. April 1951 Mitglied des Hessischen Landtags.